# Bitmapové indexování
Bitmapové indexování je speciální způsob indexování databáze. Plné indexování databází tradičním B-stromem může být příliš nákladné, pokud jde o místo, protože indexy mohou být několikanásobně větší než údaje v tabulce. Bitmapové indexy (Indexování pomocí binárních matic) jsou obvykle jen zlomek velikosti indexovaných dat v tabulce.
Bitmapové indexy, na rozdíl od klasických indexů, pracují s binárními hodnotami (binární 1 (true) a 0 (false)). Můžeme je chápat jako předem vypočítané odpovědi na jednoduché otázky, které rozdělují záznamy do přehlednějších kategorií.
Bitmapový index říká, zda je odpověď na danou otázku pro určitý záznam v databázi pravdivá nebo ne.
Bitmapové indexy jsou široce používány v prostředí datových skladů.

## Bitmapové indexování a jeho vlastnosti
- Snižuje dobu odezvy u velkých tříd dotazů
- Snížené požadavky na skladování, v porovnání s ostatními technikami indexování
- Dramatický nárůst nároků na výkon i na hardware

Index poskytuje odkazy na řádky v tabulce, které obsahují dané klíčové hodnoty. Každý bit v bitmapu odpovídá možné ROW ID, a je-li bit nastaven, znamená to, že řádek s odpovídajícími ROW ID obsahuje klíčovou hodnotu. Mapovací funkce nezmění skutečné ROW ID, takže bitmapový index poskytuje stejné funkce jako běžný index. Pokud je počet různých klíčových hodnot malý, pak použitím bitmapových indexů šetříme místo.
Bitmapové indexy jsou nejúčinnější pro dotazy, které obsahují více podmínek v klauzuli WHERE.
Řádky, které splňují některé, ale ne všechny, jsou podmínkami odfiltrovány. To často dramaticky zlepšuje dobu odezvy.
Bitmapové indexování zná svět poměrně dlouho (první práce na téma bitmapových indexů se objevily již kolem roku 1987), ale praktické využití se pro bitmapové indexy našlo až těsně před rokem 2000.

## Jak si to představit
Mějme tabulku Poslední_výskyt_druhu se sloupci datum, místo výskytu, id_druhu, část dne.
| datum      | místo výskytu                    | id_druhu | část_dne |
| ---------- | -------------------------------- | -------- | -------- |
| 23.2.2007  | povodí Berounky – oblast Alkazar | 300812   | AM       |
| 14.1.1999  | Lidečko – Pulčínské skály        | 3403412  | PM       |
| 31.11.2009 | Rejvíz – malé mechové jezírko    | 130045   | AM       |
| 1.11.2008  | Niagarské vodopády               | 8459712  | PM       |
| 11.4.2004  | Ostrava – Pod Sýkorovým mostem   | 7239710  | PM       |

V naší tabulce budou hodnoty id_druhu vždy jedinečné. Datum a Místo výskytu bude mít poměrně velký rozptyl hodnot, ale část dne bude nabývat dvou hodnot- AM (dopoledne) a PM (odpoledne). Z toho plyne, že indexovat bitmapově má největší smysl nad sloupcem část dne. V tomto případě se bez ohledu na počet záznamů v tabulce vytvoří pouze dvě bitmapová pole, a to: ” část dne je AM ”,” část dne je PM ”.
| datum      | místo výskytu                    | id_druhu | část_dne | BI AM | BI PM |
| ---------- | -------------------------------- | -------- | -------- | ----- | ----- |
| 23.2.2007  | povodí Berounky – oblast Alkazar | 300812   | AM       | 1     | 0     |
| 14.1.1999  | Lidečko – Pulčínské skály        | 3403412  | PM       | 0     | 1     |
| 31.11.2009 | Rejvíz – malé mechové jezírko    | 130045   | AM       | 1     | 0     |
| 1.11.2008  | Niagarské vodopády               | 8459712  | PM       | 0     | 1     |
| 11.4.2004  | Ostrava – Pod Sýkorovým mostem   | 7239710  | PM       | 0     | 1     |

Další možnost, jak využít bitmapové indexování u naší tabulky, jsou třeba bitmapová pole BI LEDEN, BI ÚNOR, … apod.

## Příklady vytvoření bitmap indexu
Mějme tabulky:
- Prodej (datum, id_zakaznika, mnozstvi, id_typ, …)
- Zakaznik (zakaznik_pohlavi{M,F},	id_zakaznika, rodinny_stav{S,Z}…)
- Zbozi (id_zbozi, typ, …)
- Země (nazev, id_zeme, …)

### Vytvoření bitmap indexu 1
Vytvoříme bitmapový index pro tabulku prodej.
```
CREATE
 
BITMAP
 
INDEX
 
prodej_zakaznik_pohlavi_Bindex

ON
 
prodej
(
zakaznik
.
zak_pohlavi
)

FROM
 
prodej
,
 
zakaznik

WHERE
 
prodej
.
id_zakaznika
 
=
 
zakaznik
.
id_zakaznika
;

```

### Vytvoření bitmap indexu 2
Můžete vytvořit bitmapový index pro více než jeden sloupec, jako v následujícím příkladu, který používá zakaznik(pohlavi,rodinny_stav)
```
CREATE
 
BITMAP
 
INDEX
 
prodej_zakaznik_pohlavi_Bindex
 

ON
 
prodej
(
zakaznik
.
zakaznik_pohlavi
,
 
zakaznik
.
rodinny_stav
)
 

FROM
 
prodej
,
 
zakaznik

WHERE
 
prodej
.
id_zakaznika
=
zakaznik
.
id_zakaznika
;

```

### Vytvoření bitmap indexu 3
Můžete vytvořit bitmapový index na více než jednu tabulku, jako v následujícím příkladu, který používá zakaznik(pohlavi) a zbozi(typ)
```
CREATE
 
BITMAP
 
INDEX
 
prodej_zakaznik_pohlavi_typ_Bindex

ON
 
prodej
(
zakaznik
.
pohlavi
,
 
zbozi
.
typ
)

FROM
 
prodej
,
 
zakaznik
,
 
zbozi

WHERE
 
prodej
.
id_zakaznika
 
=
 
zakaznik
.
id_zakaznika

AND
 
prodej
.
id_zbozi
 
=
 
zbozi
.
id_zbozi
;

```

### Vytvoření bitmap indexu 4
Můžete vytvořit bitmapový index na více než jednu tabulku, ve které je indexovaný sloupec připojený k tabulce indexů pomocí jiné tabulky. Například, můžeme používat index zeme.jmeno_zeme i když tabulka zeme není spojena přímo na tabulku prodej. Místo toho se tabulka zeme spojí s tabulkou zakaznik, která je spojená s tabulkou prodej. Tento typ schématu se běžně nazývá snowflake schema.
```
CREATE
 
BITMAP
 
INDEX
 
prodej_zeme_nazev_Bindex

ON
 
prodej
(
zeme
.
nazev
)

FROM
 
prodej
,
 
zakaznik
,
 
zeme

WHERE
 
prodej
.
id_zakaznika
 
=
 
zakaznik
.
id_zakaznika

AND
 
zakaznik
.
id_zeme
 
=
 
zeme
.
id_zeme

```